# Gazociąg Polska-Litwa

Przebieg gazociąg wyznaczony czerwoną linią

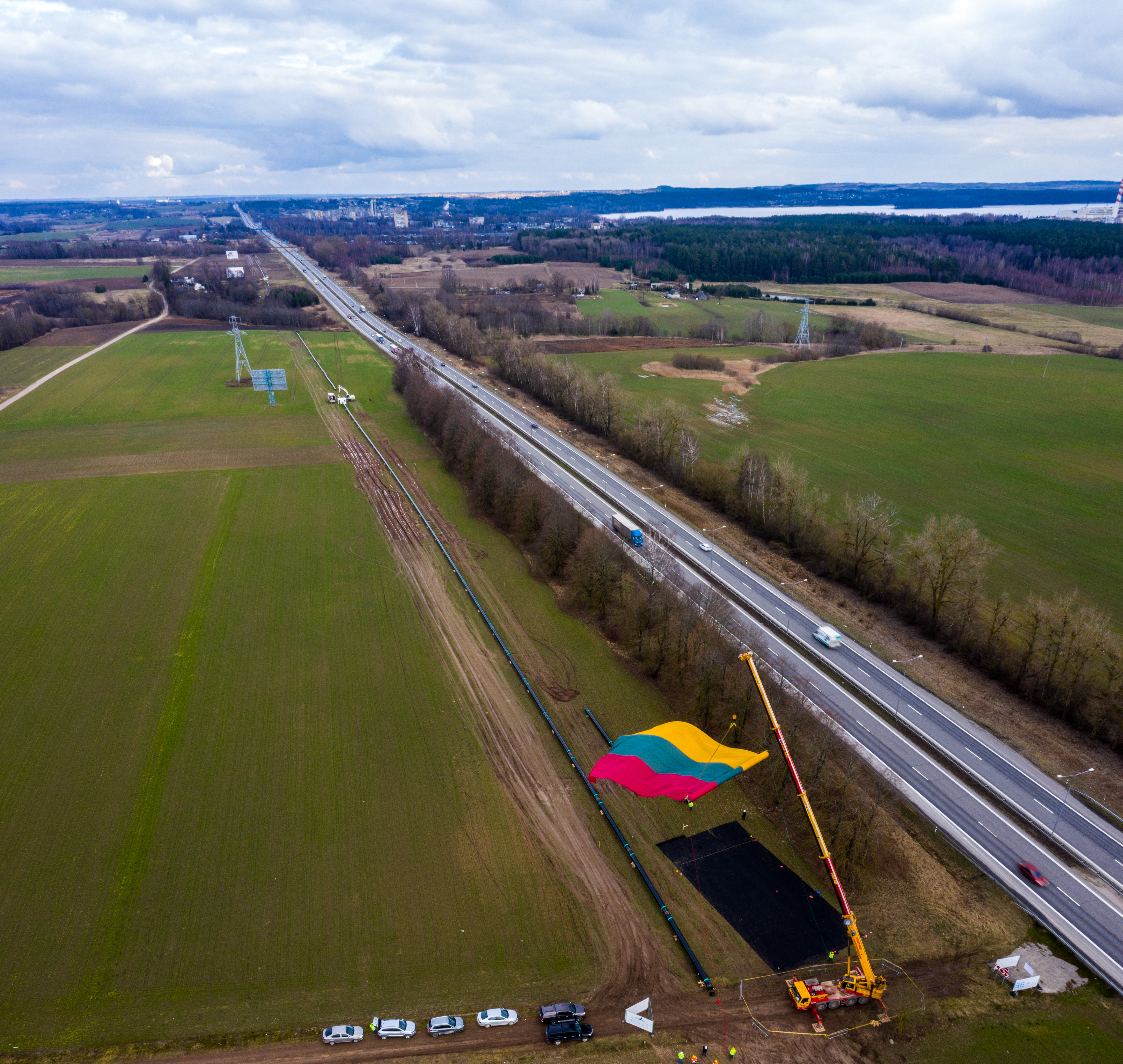
Prace budowlane przy rurociągu, 2020 r.

Gazociąg Polska-Litwa (lit. Lietuvos-Lenkijos dujotiekis) – gazociąg transgraniczny o długości 522 kilometrów łączący Polskę i Litwę pomiędzy tłoczniami gazu Hołowczyce oraz Jauniūnai. Powstał w latach 2020–2022.

## Historia
Stronami projektu są Gaz-System S.A. i AB Amber Grid – operator litewskiego systemu przesyłowego (wcześniej AB Lietuvos Dujos).
15 października 2015 firmy podpisały umowę trójstronną z unijną Agencją Wykonawczą do spraw Innowacyjności i Sieci (INEA) w sprawie pomocy finansowej Unii Europejskiej dla budowy gazociągu wraz z infrastrukturą towarzyszącą. Na podstawie umowy projektowi przyznano wsparcie finansowe w kwocie 295,4 miliona euro w ramach finansowania „Łącząc Europę” (Connecting Europe Facility – CEF) oraz „Transeuropejska sieć energetyczna” (Trans European Networks - Energy - TEN-E). Komisja Europejska przyznała inwestycji status „Projektu o znaczeniu wspólnotowym” (Project of Common Interest – PCI).
Całkowity koszt gazociągu to 558 milionów euro. Oddanie do eksploatacji gazociągu pierwotnie zaplanowane było na 31 grudnia 2021. Otwarty został 5 maja 2022 roku z założeniem uzyskania pełnej przepustowości w październiku tego samego roku.

## Charakterystyka
Gazociąg Polska-Litwa jest połączeniem transgranicznym łączącym bezpośrednio systemy przesyłowe gazu ziemnego obu krajów. Umożliwia przesył gazu z i na Litwę, i dalej na Łotwę oraz do Estonii. Łączy litewską tłocznię gazu Jauniūnai (w rejonie Szyrwinty) oraz polską tłocznię Hołowczyce (pierwotnie miał prowadzić do tłoczni Rembelszczyzna koło Warszawy).
Łączna długość gazociągu wynosi 522 kilometry, z czego 357 km znajduje się na terenie Polski i około 165 km na Litwie.
Celem budowy było połączenie systemów przesyłowych gazu ziemnego Polski i Litwy, i zróżnicowanie kierunków dostaw gazu do krajów bałtyckich zależnych od litewskiego pływającego terminala LNG w Kłajpedzie oraz dostaw rosyjskiego gazu z Białorusi. Inwestycja likwiduje „wyspę energetyczną”, tj. region uzależnionych od dostaw gazu z jednego kierunku, oraz integruje kraje bałtyckie z unijnym rynkiem gazu.
Na poziomie lokalnym po stronie polskiej gazociąg pozwala na bezpośrednie przyłączenie odbiorców przemysłowych do systemu gazociągów wysokiego ciśnienia, co ma pozwolić na gazyfikację północno-wschodnich regionów Polski, mających wcześniej utrudniony dostępem do źródeł gazu.
Polska część gazociągu składa się z dwóch odcinków:
- północnego – odcinek od ZZU Rudka-Skroda do granicy polsko-litewskiej
  - Województwa: podlaskie (ok. 147 km) i warmińsko-mazurskie (ok. 38 km)
  - Długość: ok. 185 km
  - Położenie: 5 powiatów (kolneński, grajewski, suwalski, sejneński, ełcki) w 16 gminach (Bakałarzewo, Grajewo, Grabowo, Jeleniewo, Kalinowo, Mały Płock, Prostki, Puńsk, Raczki, Rajgród, Sejny, Stawiski, Suwałki, Szczuczyn, Szypliszki i Wąsosz)
- południowego – odcinek od tłoczni Hołowczyce do ZZU Rudka-Skroda
  - Województwa: mazowieckie (ok. 28 km) i podlaskie (ok. 130 km)
  - Długość: ok. 158 km
  - Położenie: 7 powiatów (łosicki, ostrowski, siemiatycki, wysokomazowiecki, zambrowski, łomżyński, kolneński) w 17 gminach (Andrzejewo, Boguty-Pianki, Ciechanowiec, Czyżew, Drohiczyn, Grodzisk, Klukowo, Łomża, Mały Płock, Nowogród, Perlejewo, Sarnaki, Siemiatycze miasto, Siemiatycze, Szumowo, Śniadowo i Zambrów)

Tłocznia gazu Hołowczyce II przystosowana została do sprężania gazu do 8,4 MPa. Powstaje także tłocznia w Gustorzynie, która ma być również częścią projektu Baltic Pipe.

## Szczegóły techniczne
Gazociąg wysokiego ciśnienia o średnicy 700 mm ułożono w wykopie na głębokości ok. 2 m. Niektóre przeszkody terenowe uniemożliwiające bezkolizyjne ułożenie gazociągu (rzeki, drogi, linie kolejowe) pokonano z wykorzystaniem metod bezwykopowych (HDD) w przypadku mniejszych przeszkód wodnych i lokalnych dróg dojazdowych wykopem otwartym. Szerokość pasa budowlanego miała 28 metrów, na terenach leśnych została ograniczona do 18. Przed rozpoczęciem prac budowlanych dokonano zabezpieczenia wierzchniej (organicznej) warstwy terenu w pasie montażowym. Zdjęta warstwa gleby została wykorzystywana do rekultywacji po zakończeniu prac.
Przepustowość w kierunku litewskim wynosi 2,6 GWh, tj. 2 mld m³ w skali roku, zaś w kierunku polskim 2,4 GWh, tj. 1,9 mld m3 rocznie.